# Lata 1900. (dekada)
Lata 1900. (dekada)
nieoficjalnie lata zerowe
Stulecia: XIX wiek ~ XX wiek ~ XXI wiek
Dziesięciolecia: 1850–1859 « 1860–1869 « 1870–1879 « 1880–1889 « 1890–1899 « 1900–1909 » 1910–1919 » 1920–1929 » 1930–1939 » 1940–1949 » 1950–1959
Lata: 1900 • 1901 • 1902 • 1903 • 1904 • 1905 • 1906 • 1907 • 1908 • 1909

## Wydarzenia

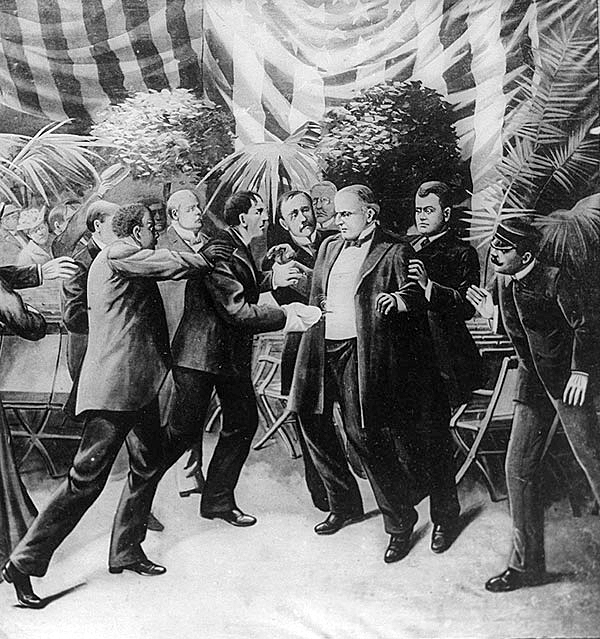
Zamach na Prezydenta USA Williama McKinleya

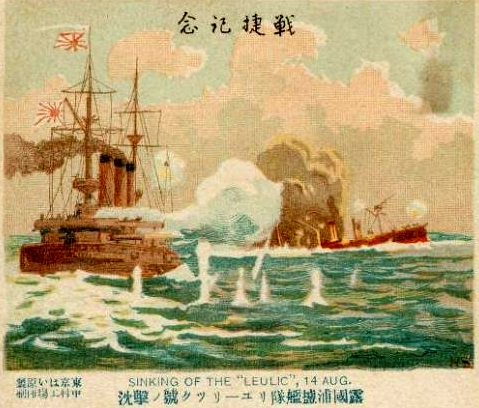
Wojna rosyjsko-japońska

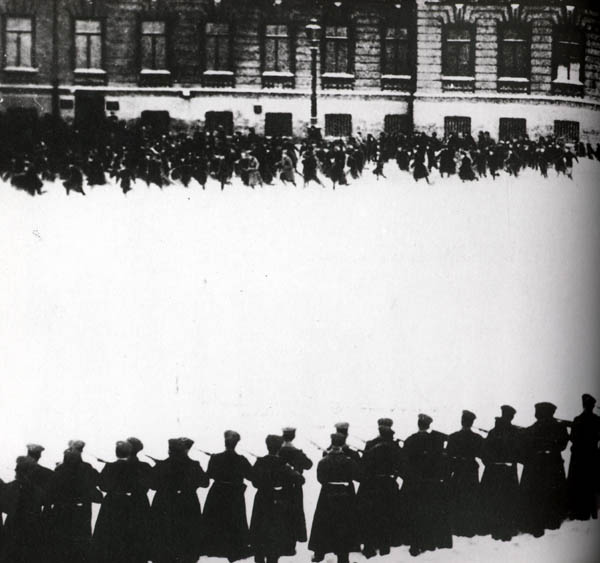
Krwawa niedziela w Petersburgu

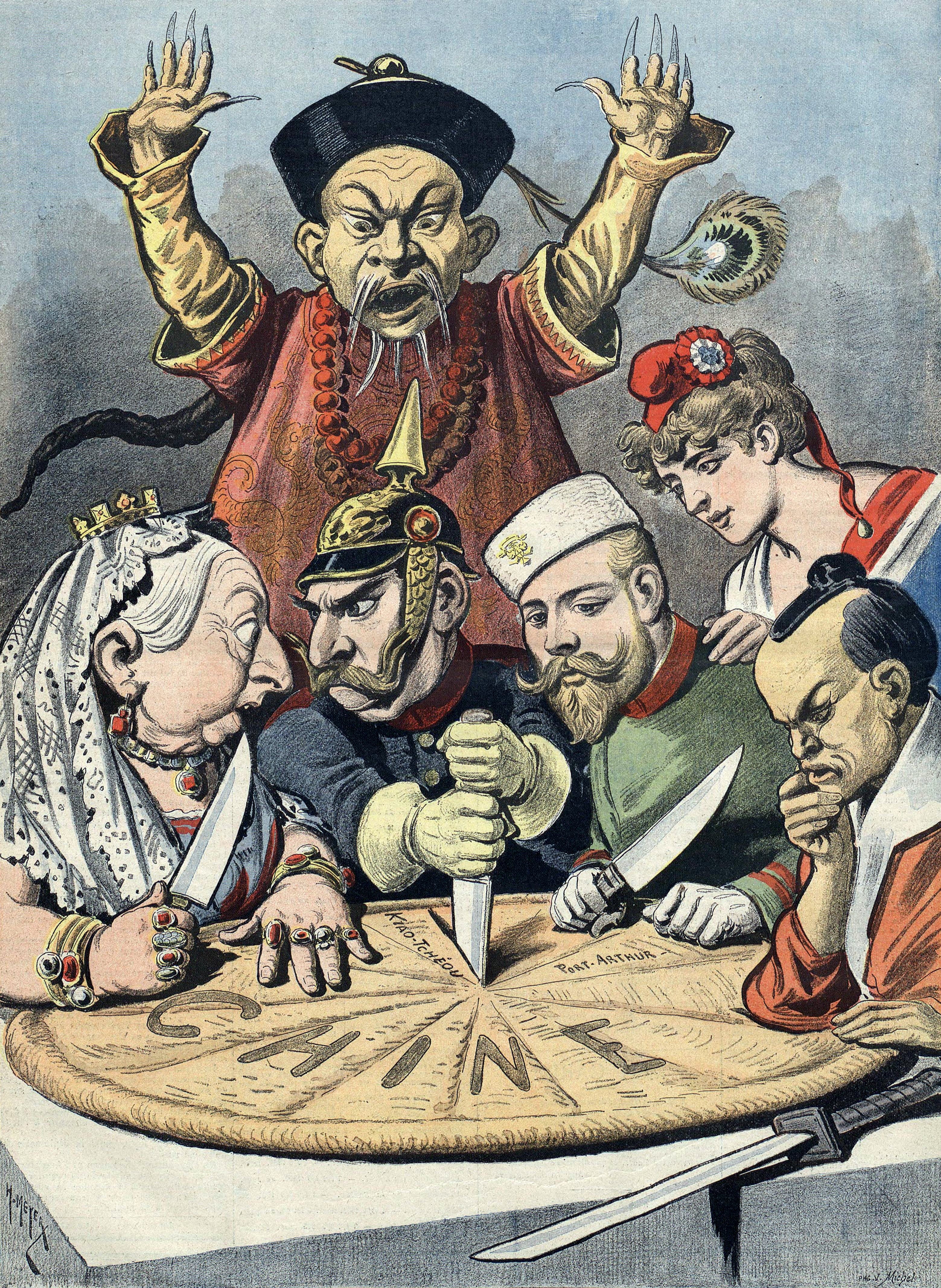
Nowy imperializm

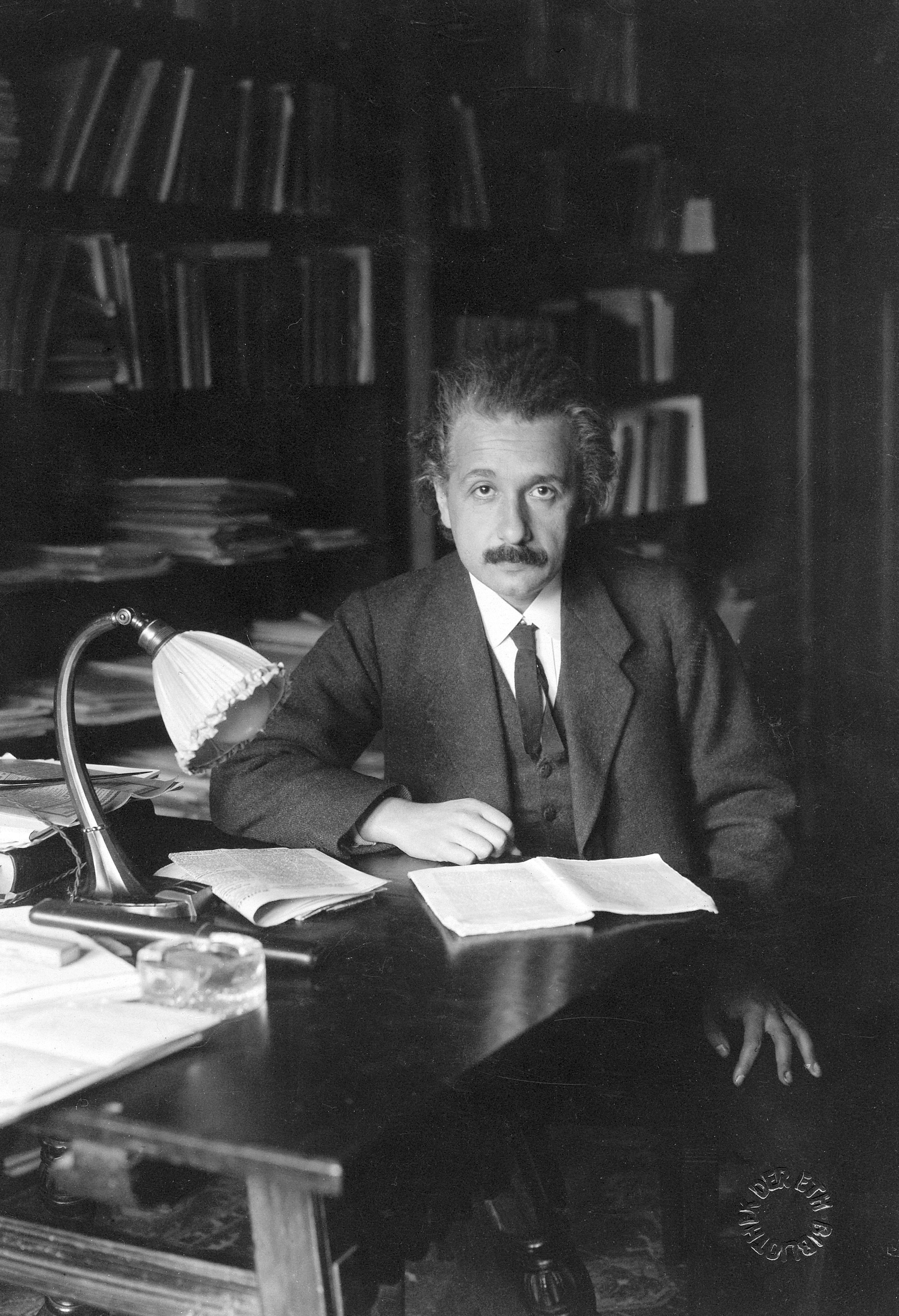

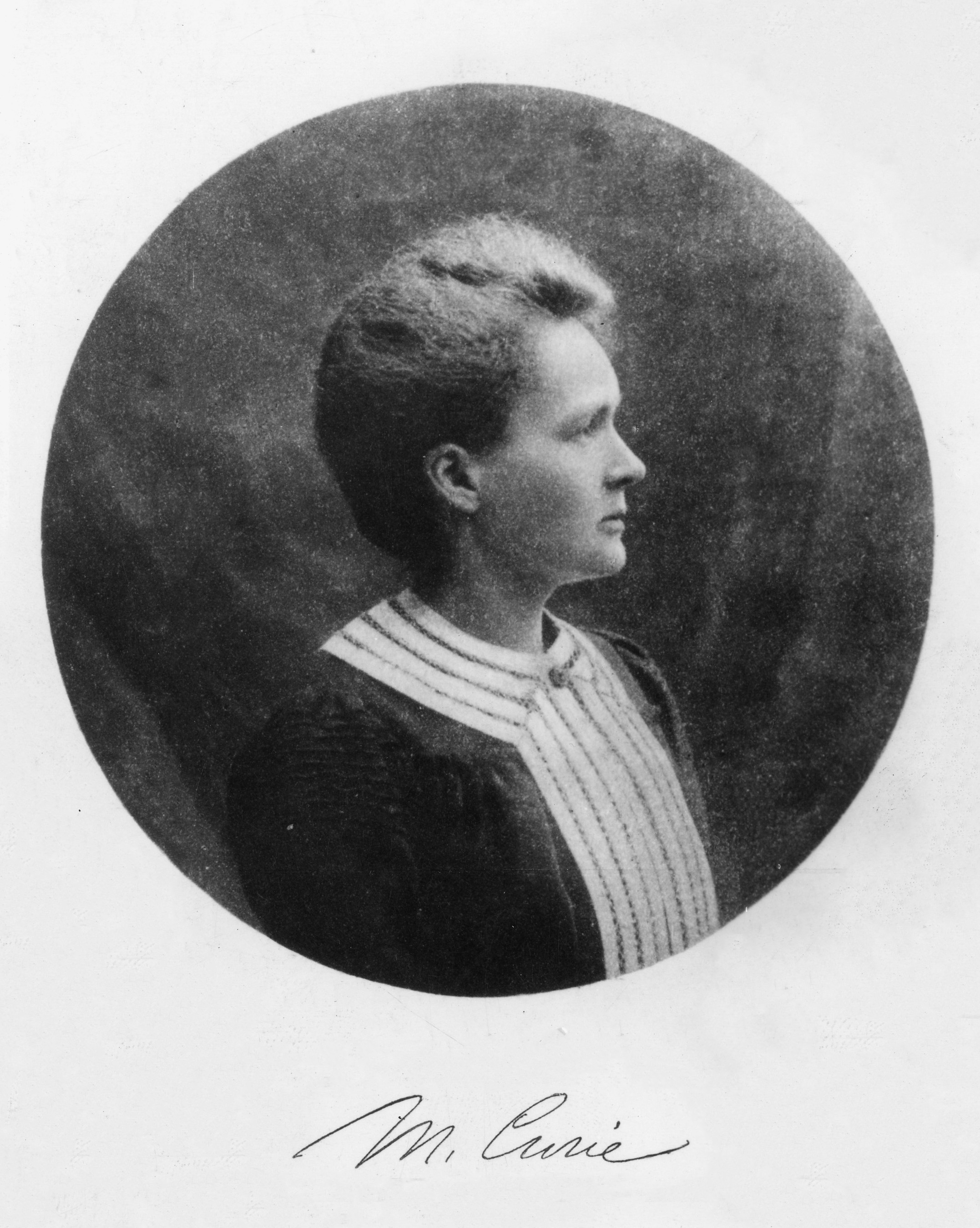

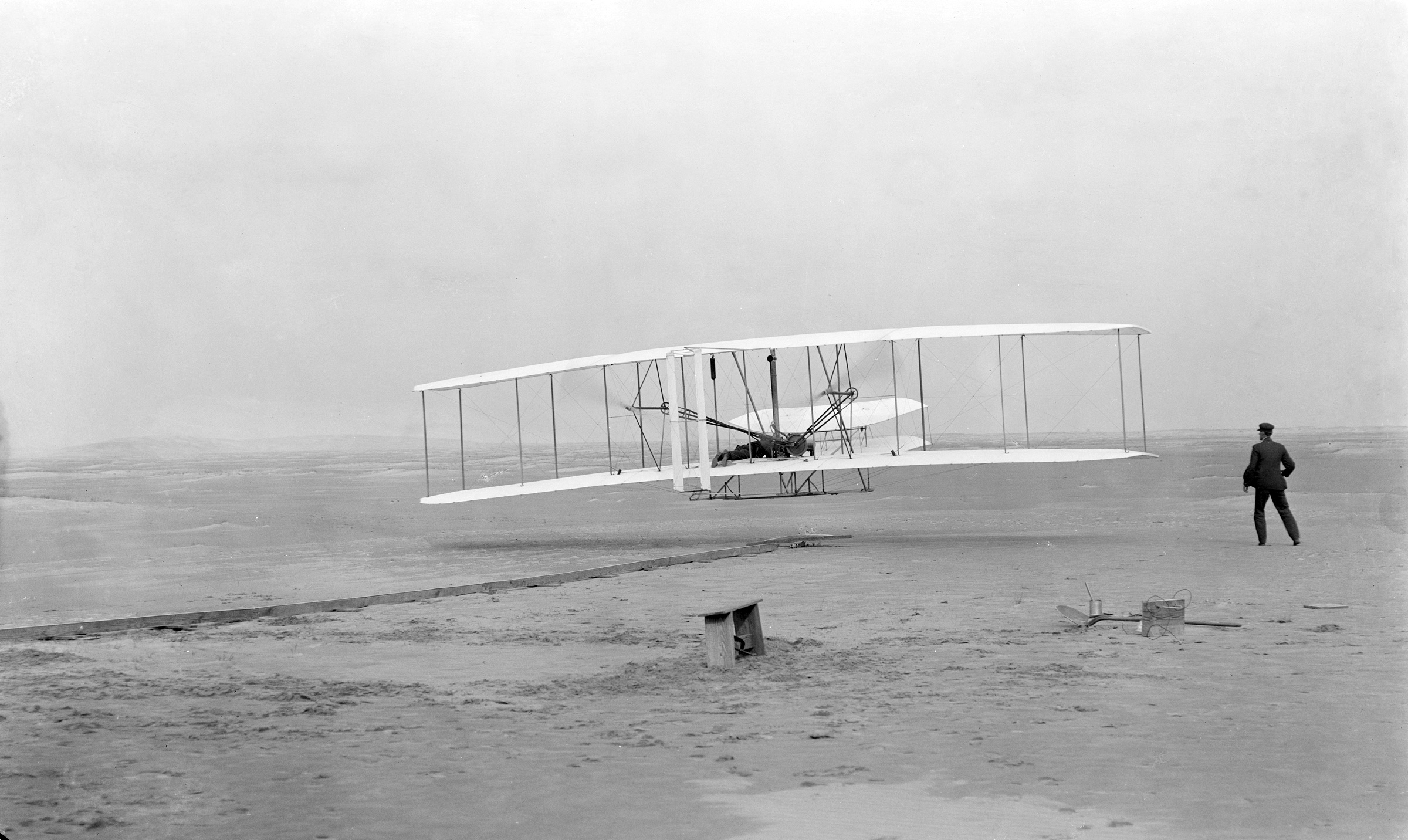

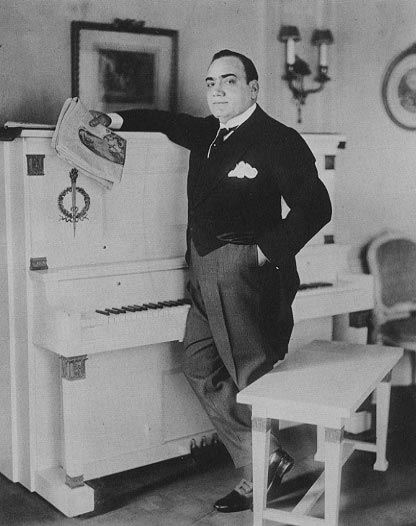
Enrico Caruso

- Śmierć królowej Wielkiej Brytanii i Irlandii Wiktorii Hanowerskiej, tron objął jej syn Edward VII.
- Powstanie bokserów.
- Zamach na Prezydenta Stanów Zjednoczonych Williama McKinleya.
- Rewolucja 1905 roku w państwie rosyjskim.
- Wojna rosyjsko-japońska.
- Trzęsienie ziemi w San Francisco.
- Zakończenie wojen burskich.
- Strajk szkolny w Królestwie Polskim.
- Nowy imperializm.
- Maria Skłodowska-Curie wraz z mężem Pierre Curie wspólnie otrzymują Nagrodę Nobla w dziedzinie fizyki.
- Albert Einstein opublikował szczególną teorię względności.
- Bracia Wright dokonali pierwszego lotu maszyną powietrzną wyposażoną w napęd.
- Max Planck przedstawił teorię kwantową.
- Karl Landsteiner odkrył istnienie grup krwi.
- Robert Edwin Peary dotarł saniami do bieguna północnego.
- Louis Bleriot dokonał pierwszego przelotu samolotem nad kanałem La Manche.
- Pierwszy wyścig kolarski Tour de France.
- Masowa produkcja samochodów.
- Pablo Picasso zapoczątkowuje kubizm.
- Katastrofa tunguska.
- Masakra w Adanie.

## Osoby
- Maria Skłodowska-Curie
- Pierre Curie
- Józef Piłsudski
- Wincenty Witos
- Roman Dmowski
- Henryk Sienkiewicz
- Julian Fałat
- Jacek Malczewski
- Stefan Żeromski
- Władysław Reymont
- Albert Einstein
- Bracia Wright
- Max Planck
- Robert Edwin Peary
- Louis Blériot
- Karl Landsteiner
- Pablo Picasso
- Eugen d’Albert
- Hugo Alfvén
- Egbert Van Alstyne
- Broncho Billy Anderson
- Fatty Arbuckle
- Kurt Atterberg
- Béla Bartók
- Nora Bayes
- Irving Berlin
- Francis Boggs
- Frank Bridge
- Alfred Bryan
- Vincent P. Bryan
- Ferruccio Busoni
- Enrico Caruso
- Gustave Charpentier
- Thurland Chattaway
- Francesco Cilea
- Will D. Cobb
- George M. Cohan
- Bob Cole
- Frederick Converse
- Henry Creamer
- Walford Davies
- Peter Dawson
- Claude Debussy
- Frederick Delius
- Paul Dresser
- Antonín Dvořák
- Gus Edwards
- Edward Elgar
- August Enna
- Manuel de Falla
- Geraldine Farrar
- Fred Fisher
- Paul Le Flem
- Rudolf Friml
- Julius Fučík
- Amelita Galli-Curci
- Mary Garden
- Edward German
- Aleksandr Głazunow
- Emilio de Gogorza
- Percy Grainger
- Enrique Granados
- David Wark Griffith
- Guy d’Hardelot
- Hamilton Harty
- The Haydn Quartet
- Anna Held
- Victor Herbert
- Max Hoffmann
- Gustav Holst
- Abe Holzmann
- David Horsley
- Mississippi John Hurt
- Jenő Huszka
- Michaił Ippolitow-Iwanow
- Carrie Jacobs-Bond
- William Jerome
- J. Rosamond Johnson
- James Weldon Johnson
- Scott Joplin
- Gus Kahn
- Jerome Kern
- Rudyard Kipling
- Carl Laemmle
- Harry Lauder
- Leadbelly
- Franz Lehár
- Ruggero Leoncavallo
- Paul Lincke
- Gustav Mahler
- Arthur Marshall
- Jules Massenet
- Nikołaj Medtner
- Nellie Melba
- Georges Méliès
- Kerry Mills
- Billy Murray
- Ethelbert Woodbridge Nevin
- Carl Nielsen
- Jack Norworth
- Vítězslav Novák
- Maude Nugent
- Sidney Olcott
- Charles Pathé
- Edwin S. Porter
- Giacomo Puccini
- Siergiej Rachmaninow
- Maurice Ravel
- Ottorino Respighi
- Nikołaj Rimski-Korsakow
- Landon Ronald
- Paul Sarebresole
- Arnold Schönberg
- Jean Schwartz
- James Scott
- Aleksandr Skriabin
- William Selig
- Chris Smith
- Harry B. Smith
- Ethel Smyth
- John Philip Sousa
- George K. Spoor
- Charles Villiers Stanford
- Andrew B. Sterling
- Oscar Straus
- Richard Strauss
- Igor Strawinski
- Leslie Stuart
- Josef Suk
- Siergiej Taniejew
- Albert Von Tilzer
- Harry Von Tilzer
- Tom Turpin
- Edgar Varèse
- Vesta Victoria
- Anton Webern
- Percy Wenrich
- Bert Williams
- Harry Williams
- Ermanno Wolf-Ferrari
- Amy Woodforde-Finden
- Israel Zangwill
- Charles A. Zimmerman